# Sophie Tschorn

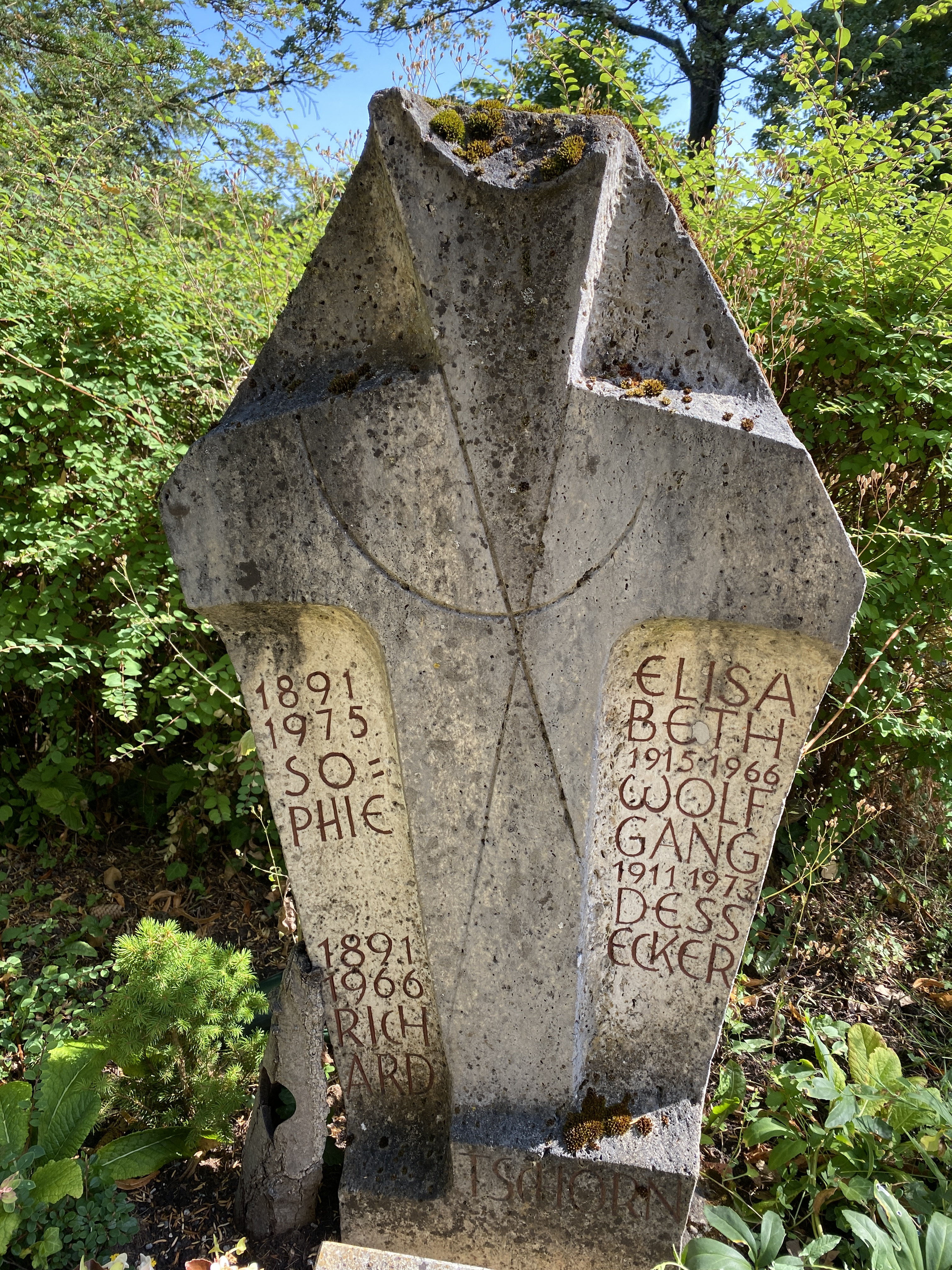
Grabstein von Sophie Tschorn in Stuttgart-Sillenbuch

Sophie Tschorn (* 1. Dezember 1891 als Sophie Peter in Cannstatt; † 24. Mai 1975 in Stuttgart) war eine deutsche Hörfunkpionierin und Schriftstellerin. Sie wurde unter dem Namen "Gretle von Strümpfelbach" bekannt.

## Leben
Tschorn wurde 1891 als Tochter von Christian Peter (1854–1938), einem Modellschreiner, in Cannstatt geboren. Dort verbrachte sie ihre Kindheit und Jugend. Zu dieser Zeit war sie mit August Lämmle befreundet.
Sophie Peter wollte Lehrerin werden, was aus finanziellen Gründen nicht möglich war. Die Ausbildung der sechs Brüder ging vor. Stattdessen machte sie eine Lehre als Verkäuferin. In den 1920er Jahren trat sie auf der Cannstatter Volksbühne auf. Beim Süddeutschen Rundfunk war sie ab der ersten Stunde Redakteurin und gestaltete dort ab 1924 Heimatabend und die „Kinderstunde“. Besonders bekannt machte sie die Sendung „Blumenstunde“. Sie schuf die erste schwäbische Rundfunkfigur Gretle von Strümpfelbach, die sie auch selbst sprach. Mit den Rundfunkkindern veranstaltete sie viele Kinderfeste im Land. Beim Stuttgarter Neuen Tagblatt redigierte sie viele Jahre die Kinderbeilage. Besonders die Preisausschreiben der Beilage fanden ein großes Echo.
Nach der Machtübernahme der Nationalsozialisten verlor sie ihre Stelle beim Rundfunk, da das „Gretle“ nach Ansicht der Nationalsozialisten nicht in die neue Zeit passe. Nach dem Zweiten Weltkrieg übernahm sie wieder die Sendung „Blumenstunde“, die sie bis in die 1970er Jahre betreute. Sie arbeitete nun auch bei der Stuttgarter Zeitung und der Cannstatter Zeitung (Heimatbeilage „Zu Cannstatt an der Brucken“). Im Cannstatter Heimatkreis „Maugenestle“ engagierte sie sich für die Pflege des schwäbischen Volkstums, u. a. durch regen Briefwechsel mit den Schwabenvereinen und vielen deutschen Familien in den USA.
In Stuttgart-Vaihingen initiierte sie 1949 ein großes, weithin bekanntes Kinderfest, das sie bis 1970 organisierte.
Sophie Tschorn war mit dem Sportjournalisten Richard Tschorn (1891–1966) verheiratet. Das Ehepaar lebte in Stuttgart-Sillenbuch.

## Werke
- So mueß komma! (Stuttgart, 1922)
- Märle ond Gschichtle für liabe Kender verzählt (Stuttgart, 1925)
- Kleines Blumenpflege-ABC (Wiesbaden, 1939)
- Umgang mit Blumen (Wiesbaden, 1939)

## Ehrungen
- 1964 Verdienstkreuz am Bande des Verdienstordens der Bundesrepublik Deutschland
- 1980 wurde eine Gedenktafel zu Sophie Tschorn an ihrem Elternhaus in der Spreuergasse im Stuttgarter Stadtbezirk Cannstatt angebracht.
- Seit 1994 gibt es in Bad Cannstatt eine Sophie-Tschorn-Straße.[1]